# Lisa Ambalavanar
Lisa Hayley Ambalavanar (Derby, Inglaterra, Reino Unido, 19 de febrero de 1998) es una actriz inglesa de ascendencia ceilanés de cine y televisión. Hizo su debut como actriz en 2009 en la serie Home Time de BBC Two y en cine el año 2015 en la película The Stuff of Legend. Es conocida por interpretar a Alia Hanif en la serie Doctors y a la supervillana Jinx en la serie Titans de DC Comics.

## Primeros años
Lisa Hayley Ambalavanar nació en Derby, Reino Unido. Su padre, Jaya Ambalavanar, es un indio que emigró al Reino Unido, mientras que su madre, Sheila Hayley, es una mujer inglesa. Liz también tiene un hermano mayor llamado Dan.
El interés de Lisa por la actuación surgió del baile. Al principio, comenzó a aprender a bailar y luego pasó a la actuación. También asistió al prestigioso Instituto de Artes Escénicas de Liverpool (LIPA) e incluso practicó teatro en el Nottingham Playhouse y en el Fifth Word Theatre.

## Carrera
Ambalavanar hizo su debut profesional en un episodio de la serie Home Time de BBC Two en 2009, apareciendo como dependienta de una tienda. Luego hizo apariciones en proyectos que incluyen los cortometrajes Coffee (2011) y Like Living (2016) y la película The Stuff of Legend (2015). Ambalavanar también ha protagonizado varias producciones teatrales, incluidas Painkillers (2014) y Singin' in the Rain (2016). Por su actuación en esta última, Philip Lowe de East Midlands Theatre escribió que ella «ilumina el escenario con su personalidad atractiva, su ritmo cómico y algunos números bellamente cantados».
En el 2018, participó en la telenovela de la BBC Doctors. Hizo su debut como Alia Hanif el 7 de febrero de 2018, donde Alia fue interpretada por Mandy Thandi antes de que Ambalavanar asumiera el papel. Más tarde ese año, comenzó a aparecer en la serie de iPlayer/Netflix The A List en el papel principal de Mia. En 2019, hizo una aparición en la obra teatral A View from the Bridge, en la que Julie Bayley de Derbyshire Live la describió como «franca, testaruda y llena de energía». Más tarde ese año, interpretó el papel de Fairy Wiseheart en una adaptación teatral de Sleeping Beauty.

## Filmografía

### Cine
| Año  | Título              | Rol   | Director(a)     |
| ---- | ------------------- | ----- | --------------- |
| 2015 | The Stuff of Legend | Tessa | Alex Shipman    |
| TBA  | Slotherhouse        | Emily | Matthew Goodhue |

### Televisión
| Año       | Título     | Rol         | Notas          |
| --------- | ---------- | ----------- | -------------- |
| 2009      | Home Time  | Dependienta | 1 episodio     |
| 2018-2019 | Doctors    | Alia Hanif  | 37 episodios   |
| 2018-2021 | The A List | Mia         | 21 episodios   |
| 2022      | Titans     | Jinx        | unos episodios |

### Cortometrajes
- 2011: Coffee
- 2016: Like Living

## Teatro
| Año  | Título                 | Rol             | Teatro                  |
| ---- | ---------------------- | --------------- | ----------------------- |
| 2014 | Painkillers            | Julie           | Fifth Word Theatre      |
| 2016 | Singin' in the rain    | Kathy Selden    | Nottingham Arts Theatre |
| 2019 | A View from the Bridge | Catherine       | Fourblokes              |
| 2019 | Sleeping Beauty        | Fairy Wiseheart | Nottingham Playhouse    |